# Episodi de Il trenino Thomas (dodicesima stagione)
La dodicesima stagione de Il trenino Thomas è stata trasmessa in prima visione in Regno Unito su Channel 5, nel contenitore Milkshake!, dal 1 settembre al 26 settembre 2008. In Italia è stata trasmessa su JimJam, Italia 1 e Cartoonito.
| N° | Titolo originale               | Titolo italiano                             | Prima TV UK       |
| -- | ------------------------------ | ------------------------------------------- | ----------------- |
| 1  | Thomas and the Billboard       | Thomas e il manifesto                       | 1 settembre 2008  |
| 2  | Steady Eddie                   | Edward la roccia                            | 2 settembre 2008  |
| 3  | Rosie's Funfair Special        | Il trasporto speciale di Rosie per la fiera | 3 settembre 2008  |
| 4  | Mountain Marvel                | La meraviglia delle montagne                | 4 settembre 2008  |
| 5  | Henry Gets It Wrong            | Henry capisce male                          | 5 settembre 2008  |
| 6  | Heave Ho Thomas!               | Ciao a te Thomas!                           | 8 settembre 2008  |
| 7  | Toby's Special Surprise        | La sorpresa speciale di Toby                | 9 settembre 2008  |
| 8  | Excellent Emily                | L'eccellente Emily                          | 10 settembre 2008 |
| 9  | The Party Surprise             | La festa a sorpresa                         | 11 settembre 2008 |
| 10 | Saved You!                     | Eroe a tutti i costi                        | 12 settembre 2008 |
| 11 | Duncan and the Hot Air Balloon | Duncan e la mongolfiera                     | 15 settembre 2008 |
| 12 | James Works It Out             | I consigli di un amico                      | 16 settembre 2008 |
| 13 | Tram Trouble                   | Problemi di tram                            | 17 settembre 2008 |
| 14 | Don't Go Back                  | Vietato correre all'indietro                | 18 settembre 2008 |
| 15 | Gordon Takes a Shortcut        | Gordon prende una scorciatoia               | 19 settembre 2008 |
| 16 | The Man in the Hills           | L'uomo delle colline                        | 22 settembre 2008 |
| 17 | Thomas Puts the Brakes On      | Problemi di freni                           | 23 settembre 2008 |
| 18 | Percy and the Bandstand        | Percy e il palco della banda                | 24 settembre 2008 |
| 19 | Push Me, Pull You              | Io spingo te, tu tiri me                    | 25 settembre 2008 |
| 20 | Best Friends                   | Il migliore amico                           | 26 settembre 2008 |

## Thomas e il manifesto
Il fotografo deve scattare una fotografia delle locomotive da mettere su un manifesto. Però, per sbaglio, Diesel si mette davanti a Thomas, coprendolo. Credendo che l'abbia fatto apposta, Thomas lo evita deliberatamente quando perde il manifesto e bisogna scattare una nuova fotografia.

## Edward la roccia
Ad Edward, che è noto per essere la locomotiva più affidabile della ferrovia, viene assegnato il compito di consegnare la nuova ruota idraulica al mulino ad acqua. Sir Topham gli dice di passare di passare per la linea espressa, ma invece prende la linea secondaria così che le persone possano vederlo.

## Il trasporto speciale di Rosie per la fiera
Rosie ed Emily devono portare un treno speciale per la fiera. Però, Rosie vuole dimostrare di essere in grado di portare il treno anche da sola. Il suo tentativo però fallisce, in quanto i vagoni si sganciano e finiscono in giro per l'isola, e consegna solo due vagoni.

## La meraviglia delle montagne
Peter Sam è eccitato per l'arrivo di Miss Meraviglia, che racconterà ai bambini delle storie e spera che racconterà storie sulla locomotiva magica, Proteus. Però, Peter Sam trova in un binario di raccordo una statua di Proteus, e cerca di portarla da solo allo spettacolo per fare una sorpresa.

## Henry capisce male
L'albero dei desideri è stato colpito da un fulmine, e degli operai vengono mandati ad aiutarlo. Però, Henry è convinto che vogliono abbattere l'albero, e cerca in tutti i modi di bloccarli.

## Ciao a te Thomas!
Una locomotiva americana di nome Hank arriva sull'isola di Sodor, e Thomas viene incaricato di mostrargli l'isola. Credendo che i complimenti che Hank gli fa sono solo prese in giro, Thomas cerca di tirare un lungo e pesante treno senza il suo aiuto.

## La sorpresa speciale di Toby
Toby è triste perché Sir Topham ha assegnato compiti importanti a tutti tranne che a lui. Perciò, decide che deve andare a cercare qualcosa di speciale. Ma la sua ricerca lo farà arrivare tardi al suo vero lavoro.

## L'eccellente Emily
Emily finisce sempre i suoi lavori in orario, e Sir Topham la definisce "eccellente". Sentendosi speciale a causa del complimento di Sir Topham, ignora i consigli che le vengono dati dagli altri e alla fine fa un incidente.

## La festa a sorpresa
Freddie è felice per la festa che si terrà a casa di mister Percival, ma Colin la gru è triste perché non può muoversi e quindi non può partecipare. Perciò, Freddie cerca di organizzare una festa al molo, in modo che possa partecipare anche Colin, ma si dimentica di avvertire mister Percival.

## Eroe a tutti i costi
Thomas deve portare un pompiere alla stazione di Maithwaite per una cerimonia di premiazione. Però, mentre va, decide di aiutare le altre locomotive, proprio come ha fatto il pompiere, ma tutti i suoi tentativi falliscono.

## Duncan e la mongolfiera
I gemelli di mister Percival devono fare un giro in mongolfiera per il loro compleanno, ma Duncan, che era solito accompagnarli per fargli fare un giro di compleanno, è triste e vuole cercare di accompagnarli lui comunque. Duncan cerca di sbarazzarsi della mongolfiera, però poi scopre che in realtà avrebbe dovuto accompagnare i gemelli sia all'andata che al ritorno.

## I consigli di un amico
James deve portare dei vagoni di pietre a Great Waterton. Hector, uno dei vagoni, gli dà diversi consigli su come affrontare il clima invernale. Però, James non lo ascolta perché non vuole che un vagone gli dica cosa fare.

## Problemi di tram
Toby è felice perché deve guidare la prima parata di Great Waterton. Thomas è contento per Toby, ma si preoccupa quando scopre che il tram non guiderà la parata da solo, ma la guiderà con un nuovo tram a vapore, ovvero Flora. Perciò, pensando che Toby non voglia guidare la parata con lei, cerca scuse per allontanarla da Arlesdale End.

## Vietato correre all'indietro
Thomas e Diesel stanno lavorando alla cava. Mentre lavorano, Diesel sfida Thomas ad una gara. C'è un problema però: le locomotive devono correre all'indietro. Sfortunatamente, la loro corsa finisce per fargli combinare dei pasticci.

## Gordon prende una scorciatoia
Gordon si vanta con Stanley del fatto che conosce benissimo la ferrovia. Più tardi, mentre cerca di arrivare a Great Waterton prima di Stanley, decide di prendere un altro binario, pensando che sia una scorciatoia, ma invece non lo è.

## L'uomo delle colline
È il compleanno di mister Percival, e Sir Handel racconta agli altri la storia dell'Uomo delle colline, un uomo completamente bianco. Thomas cerca il vero Uomo delle colline, però nessuno assomiglia alla descrizione di Sir Handel.

## Problemi di freni
Thomas si rifiuta di farsi aiutare da Stanley mentre consegna dei mattoni per la costruzione di un ponte. Però, se ne pentirà quando i suoi freni cominciano a cedere e rischia di cadere giù dal ponte.

## Percy e il palco della banda
Un nuovo palco per la banda sta venendo costruito a Great Waterton, in occasione di un nuovo concerto della banda. Sir Topham ordina a Percy di andare a prendere Lady Hatt, però non dicendole che l'avrebbe portata al concerto. Percy va a prendere Lady Hatt, però la signora gli chiede di portarla ai suoi posti preferiti e la locomotiva ha paura che arriveranno in ritardo al concerto.

## Io spingo te, tu tiri me
Skarloey non vuole essere aiutato da Rheneas a portare il treno delle marionette per i bambini. Così, lui e Rheneas si agganciano alle due estremità del treno e tirano con il massimo della loro forza, per determinare chi lo porterà dai bambini. Skarloey vince, ma si ritrova in grossi guai.

## Il migliore amico
Percy desidera portare la Banda Ottoni ad un concerto speciale a Great Waterton. Però, il compito viene assegnato a Thomas e la locomotiva si sente in colpa per non aver avvertito Percy.

### Fonti
1. ↑  (EN) Series 12, su Thomas the Tank Engine Wiki. URL consultato il 9 giugno 2025.

### Annotazioni
1. ↑  Venne trasmessa solo un giorno, durante una maratona speciale.